# Liam Aiken
Liam Pádraic Aiken (Nova Iorque, 7 de janeiro de 1990) é um ator norte-americano que estrelou em filmes como Stepmom (1998), Good Boy! (2003), Lemony Snicket's A Series of Unfortunate Events (2004), Nor'easter (2012), Ned Rifle (2014), The Bloodhound (2020) e Bashira (2021).

## Início da vida
Aiken nasceu na cidade de Nova York, o único filho de uma mãe de origem irlandesa, Moya Aiken, e Bill Aiken, um produtor da MTV. Bill morreu de cancer em outubro de 1992, aos 34 anos, quando Liam tinha dois anos. Ele participou de Dwight Englewood School, graduando-se em 2008. Ele então passou a se formar em Cinema na Universidade de Nova York.

## Carreira
Aiken começou sua carreira profissional atuando em um comercial para a Ford Motor Company. Ele fez sua estreia nos palcos da Broadway em A Doll's House com sete anos de idade e no cinema em Henry Fool (1997). Seu primeiro grande papel no cinema veio quando ele estrelou em Stepmom (1998).
Liam também foi cogitado para o papel de Harry Potter, isso porque ele já havia trabalhado anteriormente com o diretor Chris Columbus em Stepmom. No entanto, ele não era britânico e Daniel Radcliffe ficou com o papel. Em seguida, passou a desempenhar o inteligente órfão de doze anos, Klaus Baudelaire em Lemony Snicket's A Series of Unfortunate Events.
Em 2012, ele leu a versão do audiobook Who Could That Be At This Hour?, a primeira parte do All the  Wrong Questions, uma parte da série A Series of Unfortunate Events. Em 2013, ele voltou a ler a segunda parte do audiobook "All the Wrong Questions".

## Filmografia

### Cinema
| Ano  | Título                                          | Papel                        | Nota                                                                                            |
| ---- | ----------------------------------------------- | ---------------------------- | ----------------------------------------------------------------------------------------------- |
| 1997 | Henry Fool                                      | Ned                          |                                                                                                 |
| 1998 | Montana                                         | Criança                      |                                                                                                 |
| 1998 | The Object of My Affection                      | Nathan                       |                                                                                                 |
| 1998 | Stepmom                                         | Ben Harrison                 |                                                                                                 |
| 2000 | I Dreamed of Africa                             | Emanuele (7 anos mais velho) |                                                                                                 |
| 2001 | Sweet November                                  | Abner                        |                                                                                                 |
| 2001 | The Rising Place                                | Emmett Wilder                |                                                                                                 |
| 2002 | Road to Perdition                               | Peter Sullivan               |                                                                                                 |
| 2003 | Good Boy!                                       | Owen Baker                   |                                                                                                 |
| 2004 | Lemony Snicket's A Series of Unfortunate Events | Klaus Baudelaire             |                                                                                                 |
| 2006 | Fay Grim                                        | Ned Grim                     |                                                                                                 |
| 2010 | The Killer Inside Me                            | Johnnie Pappas               |                                                                                                 |
| 2012 | Electrick Children                              | Sr. Will                     |                                                                                                 |
| 2012 | Girls Against Boys                              | Tyler                        |                                                                                                 |
| 2012 | Nor'easter                                      | Garoto/Josh Green            |                                                                                                 |
| 2013 | How to Be a Man                                 | Bryan                        |                                                                                                 |
| 2013 | Munchausen                                      | Filho                        | Curta-metragem                                                                                  |
| 2014 | Ned Rifle                                       | Ned                          |                                                                                                 |
| 2015 | Let Me Down Easy                                | Hezekiah                     | Curta-metragem                                                                                  |
| 2015 | The Frontier                                    | Eddie                        |                                                                                                 |
| 2015 | Weepah Way for Now                              | Reed                         |                                                                                                 |
| 2016 | Tales of Estrangement: Nicolas                  | Nicolas                      | Curta-metragem                                                                                  |
| 2016 | Like Lambs                                      | Charlie Masters              |                                                                                                 |
| 2017 | The Honor Farm                                  | Sinclair                     |                                                                                                 |
| 2017 | The Emoji Movie                                 | Ronnie Ram Tech              | voz                                                                                             |
| 2020 | The Bloodhound                                  | Francis                      |                                                                                                 |
| 2021 | Bashira                                         | Andy                         | [ 5 ]                                                                                           |
| 2022 | A Soldiers Heart                                |                              | Curta-metragem                                                                                  |
| TBA  | Montauk                                         | J.R.                         | anteriormente chamado de Kingfish Estava previsto para ser lançado em 2021, mas não foi lançado |

### Televisão
| Ano  | Título                       | Papel                      | Nota                   |
| ---- | ---------------------------- | -------------------------- | ---------------------- |
| 1998 | Law & Order                  | Jack Ericson/Tory Quinlann | 2 episódios, 1998-2007 |
| 2002 | Law & Order: Criminal Intent | Jason/Robbie Bishop        | 2 episódios, 2002-2009 |
| 2011 | A Gifted Man                 | Milo                       | 2 episódios, 2011      |
| 2013 | Mad Men                      | Rolo                       | 1 episódio, 2013       |
| 2018 | I'm Dying Up Here            | Howard                     | 1 episódio, 2018       |

## Prêmios e Indicações
| Ano  | Resultado | Premiação            | Indicação          | Filme                                           |
| ---- | --------- | -------------------- | ------------------ | ----------------------------------------------- |
| 2005 | Indicado  | Critics Choice Award | Melhor Ator Jovem  | Lemony Snicket's a Series of Unfortunate Events |
| 2005 | Indicado  | Young Artist Award   | Melhor Performance | Lemony Snicket's a Series of Unfortunate Events |
| 2004 | Indicado  | Young Artist Award   | Melhor Performance | Good Boy!                                       |
| 2003 | Indicado  | Young Artist Award   | Melhor Performance | Road to Perdition                               |
| 1999 | Venceu    | Young Artist Award   | Melhor Performance | Stepmom                                         |